# Ignác Goldziher

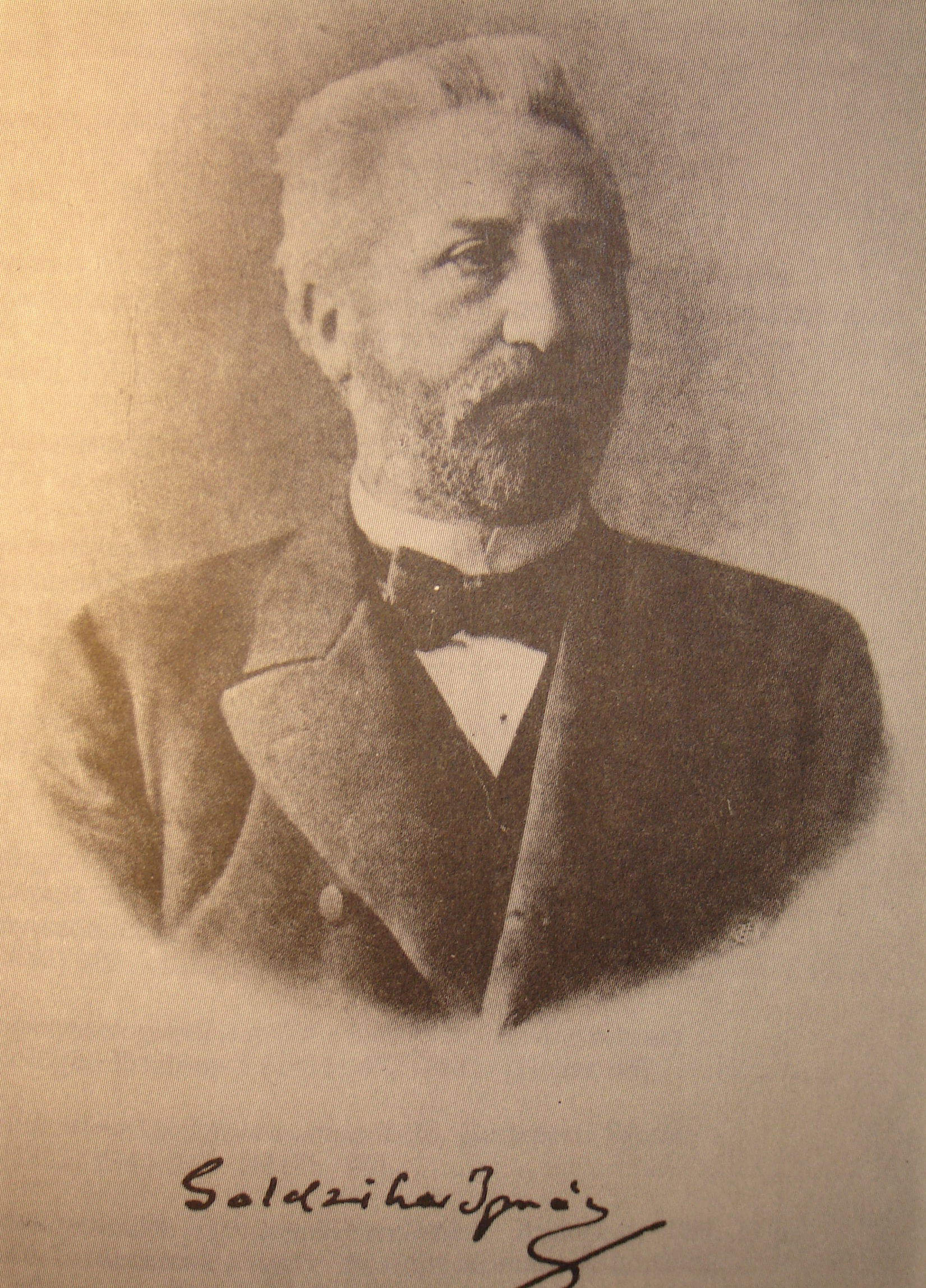
Goldziher en un libro.

Ignác (Yitzhaq Yehuda) Goldziher (22 de junio de 1850 - 13 de noviembre de 1921), a menudo citado como Ignaz Goldziher, fue un erudito húngaro del Islam. Junto con Joseph Schacht y G. H. A. Juynboll, es considerado uno de los pioneros de los estudios modernos del hadiz.
Su obra más importante es el volumen de dos tomos Muhammedanische Studien (Estudios musulmanes), especialmente su segundo volumen, que aborda cuestiones sobre los orígenes, evolución y desarrollo del Hadiz.

## Biografía
Nacido en Székesfehérvár de herencia judía alemana, fue educado en las universidades de Budapest, Berlín, Leipzig y Leiden con el apoyo de József Eötvös, ministro de cultura húngaro. Se convirtió en Privatdozent en Budapest en 1872. Al año siguiente, bajo los auspicios del gobierno húngaro, emprendió un viaje por Siria, Palestina y Egipto, y aprovechó la oportunidad para asistir a las clases de jeques musulmanes en la mezquita de Al-Azhar en El Cairo. En 1888 escribió sus principales estudios sobre el islam, en los cuales atribuía varias tradiciones de Mahoma a un periodo posterior. A Goldziher se le negó un puesto docente en la Universidad de Budapest hasta los 44 años. Representó al gobierno húngaro y a la Academia de Ciencias en numerosos congresos internacionales. Recibió la gran medalla de oro en el Congreso Oriental de Estocolmo en 1889. Fue miembro de varias sociedades eruditas húngaras y extranjeras, y fue nombrado secretario de la comunidad judía de Budapest. Fue hecho Litt.D. por la Cambridge (1904) y LL.D. por la Aberdeen (1906). Goldziher murió en Budapest.

## Creencias religiosas
Goldziher llevó un registro personal de sus reflexiones, relatos de viaje y diarios. Este cuaderno fue publicado posteriormente en su lengua materna alemana como Tagebuch. La siguiente cita del diario publicado de Goldziher ofrece una visión de sus sentimientos hacia el islam.
Ich lebte mich denn auch während dieser Wochen so sehr in den mohammedanischen Geist ein, dass ich zuletzt innerlich überzeugt wurde, ich sei selbst Mohammedaner und klug herausfand, dass dies die einzige Religion sei, welche selbst in ihrer doktrinär-offiziellen Gestaltung und Formulirung philosophische Köpfe befriedigen könne. Mein Ideal war es, das Judenthum zu ähnlicher rationeller Stufe zu erheben. Der Islam, so lehrte mich meine Erfahrung, sei die einzige Religion, in welcher Aberglaube und heidnische Rudimente nicht durch den Rationalismus, sondern durch die orthodoxe Lehre verpönt werden. (p. 59)
es decir, «En aquellas semanas, me adentré de tal modo en el espíritu del islam que finalmente quedé íntimamente convencido de que yo mismo era musulmán, y descubrí juiciosamente que esta era la única religión que, incluso en su formulación doctrinal y oficial, puede satisfacer a las mentes filosóficas. Mi ideal era elevar el judaísmo a un nivel racional similar. El islam, como me enseñó mi experiencia, es la única religión en la que los ingredientes supersticiosos y paganos no son rechazados por el racionalismo, sino por la doctrina ortodoxa.»
Sander Gilman, al comentar este pasaje, escribe que «el islam que descubrió se convierte en el modelo de un nuevo espíritu del judaísmo a finales del siglo XIX». En El Cairo, Goldziher incluso oró como musulmán: «En medio de los miles de piadosos, froté mi frente contra el suelo de la mezquita. Nunca en mi vida fui más devoto, más verdaderamente devoto, que en aquel excelso viernes».
A pesar de su amor por el islam, Goldziher siguió siendo un judío devoto toda su vida. Este vínculo con la fe mosaica fue inusual para un hombre que buscaba una carrera académica en Europa a finales del siglo XIX. Rechazó varias ofertas académicas fuera de Hungría y luchó por comprender su fe mientras trascendía la piedad y el patriotismo convencionales. Este hecho es significativo para entender su obra. Vio el islam a través de los ojos de alguien que se negó a asimilarse a la cultura europea contemporánea. De hecho, a pesar de su afecto por el islam, tenía poca simpatía, si no desprecio, por el cristianismo europeo.

### Judaísmo y sionismo
Goldziher consideraba el sionismo como un sentimiento etnonacionalista y una ideología claramente separada de la religión del judaísmo o de qué hace a uno judío, afirmando: 

La judeidad es un término religioso y no etnográfico. En cuanto a mi nacionalidad, soy transdanubiano, y por religión, judío. Cuando me dirigí a Hungría desde Jerusalén, sentí que volvía a casa.

## Estudios islámicos
En 1890, Ignaz Goldziher publicó su obra Muhammedanische Studien, inaugurando lo que Fred Donner ha llamado el «enfoque tradicional-crítico» para los estudios del islam temprano y de los textos islámicos. En este trabajo, Goldziher fue el primer académico en Occidente en comprender el corpus de textos de Hadiz dentro del marco de los intereses políticos, religiosos y sociales en conflicto a los que se enfrentó la comunidad islámica en los primeros siglos de su existencia. Goldziher sostuvo, frente a las opiniones previas sobre la autenticidad del corpus, que esos hadices fueron creaciones de periodos posteriores y que sus orígenes reflejan a menudo los intereses posteriores de la comunidad. La novedad del análisis de Goldziher, en comparación con los esfuerzos musulmanes anteriores que intentaban delimitar entre hadices históricos y no históricos, fue que sus análisis se limitaron a hadices que anteriormente se habían considerado auténticos o históricos en la narrativa islámica tradicional. Así, Goldziher «inauguró el estudio crítico» de la autenticidad del hadiz y concluyó que «la gran mayoría de las tradiciones del Profeta son documentos no de la época a la que dicen pertenecer», sino creados «durante los primeros siglos del islam», es decir, fraudulentos. Esto incluía hadices «aceptados incluso en las colecciones musulmanas más rigurosamente críticas», lo que significaba que «los meticulosos isnads que los sustentaban eran totalmente ficticios» (R. Stephen Humphreys). En cambio, argumentó Goldziher en su libro Muslim Studies, los hadices fueron producto de «debates y discusiones dentro de la emergente [religión y sociedad islámicas] ... proyectados hacia atrás al tiempo del Profeta» y fueron un medio para poner «apoyo a un partido u otro ... en boca del Profeta» (en palabras de G. R. Hawting). Vinculado a esto, y a la observación de Goldziher sobre la enorme escala en que se falsificaron hadices, estaba su observación de que cada postura en toda controversia política y doctrinal podía emparejarse con numerosos hadices de apoyo, cada uno provisto de un isnad. Goldziher también observó abundantes anacronismos en la literatura del hadiz, incluyendo:
relatos que apoyan la legitimidad de dinastías; tradiciones que abordan cómo deben responder los creyentes ante gobernantes impíos; hadices que apoyan posturas particulares en controversias teológicas; relatos que dan voz al patriotismo local; informes que elogian los méritos de localidades, tribus o familias particulares; profecías apocalípticas de conquistas y rebeliones; y hadices que elogian a los descendientes de ʿAlí o, por el contrario, buscan limitar la legitimidad alí.
En cuanto a los isnads, Goldziher los consideró un intento secundario de justificar las tradiciones que determinados actores citaban durante sus controversias. El único factor relevante para evaluar la procedencia y credibilidad de un hadiz era su matn (contenido), y no su isnad.
Fue un firme defensor de la postura de que el derecho islámico debe sus orígenes al derecho romano pero, en opinión de Patricia Crone, sus argumentos aquí son «poco característicamente débiles».

## Influencia y recepción

### Estudios islámicos
La influencia de Goldziher fue resultado de su cuidadosa investigación de la época preislámica y del derecho islámico, la tradición, la religión y la poesía, en relación con lo cual publicó un gran número de tratados, reseñas y ensayos aportados a las colecciones de la Academia Húngara. Los análisis de Goldziher se limitaron y extrajeron de hadices legales y teológicos, pero su enfoque se extendió a otras categorías de textos en los años siguientes, incluyendo la exégesis coránica, la literatura sira y más, especialmente por Henri Lammens y Leone Caetani en los años inmediatamente posteriores a su obra mayor. Otro efecto de su trabajo ha sido desplazar la conversación del estudio del tipo de historia que puede reconstruirse a partir de este tipo de fuentes —que, según Goldziher, era muy poca— hacia lo que nos dicen sobre cómo fue representado Mahoma en los siglos II y III de la era islámica en las fuentes literarias. Algunos han tratado de contrarrestar o refutar a Goldziher, por ejemplo, argumentando a favor de un mayor papel de la transmisión escrita del hadiz desde periodos tempranos (como el erudito turco Fuat Sezgin, y, entre otros, Azami y Nabia Abbott), aunque este enfoque no ha encontrado mucha tracción entre otros académicos. En términos generales, la afirmación de Goldziher de que los hadices nos dicen poco sobre el siglo VII o la vida de Mahoma ha sido ampliamente aceptada.
Junto con Joseph Schacht (1902–1969), quien amplió su obra, se considera que Goldziher es autor de una de las «dos obras influyentes y fundacionales» de los estudios islámicos o estudios «orientalistas» (la de Goldziher siendo Muslim Studies), según Mohammed Salem Al-Shehri.

### Edward Said
Las obras de Goldziher han cobrado una importancia renovada en tiempos recientes debido al libro de Edward Said Orientalismo. El propio Said censuró el defecto de su obra por no prestar suficiente atención a estudiosos como Goldziher. De cinco grandes orientalistas alemanes, comentó que cuatro de ellos, pese a su profunda erudición, eran hostiles al islam. La obra de Goldziher fue una excepción en cuanto apreciaba «la tolerancia del islam hacia otras religiones», aunque esto quedaba socavado por su aversión al antropomorfismo en el pensamiento de Mahoma y lo que Said llama «la teología y la jurisprudencia del islam demasiado exteriores».

## Obras
- Ignác Goldziher; Abū Ḥātim Sahl ibn Muḥammad Sijistānī (1896). Kitāb al-muʻammirīn. Abhandlungen zur arabischen Philologie. 1–2. Buchhandlung und Druckerei vormals E. J. Brill. Consultado el 6 de julio de 2011.
- Tagebuch, ed. Alexander Scheiber. Leiden: Brill, 1978. ISBN 90-04-05449-9
- Zur Literaturgeschichte der Shi'a (1874)
- Beiträge zur Geschichte der Sprachgelehrsamkeit bei den Arabern. Viena, 1871–1873.
- Der Mythos bei den Hebräern und seine geschichtliche Entwickelung. Leipzig, 1876; o, «Mitología entre los hebreos», trad. ingl., R. Martineau, Londres, 1877.
- Muhammedanische Studien. Halle, 1889–1890, 2 vols. ISBN 0-202-30778-6
  -     - Traducción al inglés: Muslim Studies, 2 vols. Albany, 1977.
- Abhandlungen zur arabischen Philologie, 2 vols. Leiden, 1896–1899.
- Buch vom Wesen der Seele. Berlín, 1907.
- Vorlesungen über den Islam. 1910; 2.ª ed. revisada por Franz Babinger, 1925.
  -     - Traducción al inglés: Introduction to Islamic Theology and Law, trad. Andras y Ruth Hamori. Princeton University Press, 1981.

### Citas
1. ↑  «GOLDZIHER, Ignaz» (en turco). Consultado el 10 de septiembre de 2022. Parámetro desconocido |sitio= ignorado (se sugiere |obra=) (ayuda)
2. ↑  Brown, 2020, p. 9.
3. ↑  Brown, 2020b, p. 41.
4. ↑  Holtzman y Ovadia, 2024, p. 89.
5. 1 2 3  Chisholm, 1911.
6. ↑  Arjomand, Said Amir (2022). Messianism and Sociopolitical Revolution in Medieval Islam. University of California Press. Consultado el 21 de diciembre de 2023.
7. ↑  Bevan, A. A. (1922). «Professor Ignaz Goldziher». Journal of the Royal Asiatic Society of Great Britain and Ireland (1): 143-144. JSTOR 25209872. Consultado el 21 de diciembre de 2023.
8. ↑  Gilman, Sander (2006). «Can the Experience of Diaspora Judaism Serve as a Model for Islam in Today’s Multicultural Europe?».  En Hillel Schenker; Ziad Abu Zayyad, eds. Islamophobia and anti-Semitism. Princeton, NJ: Markus Wiener. pp. 59-74. ISBN 1-55876-402-X.
9. ↑  [http://www.martinkramer.org/sandbox/reader/archives/the-jewish-discovery-of-islam/
 The Jewish Discovery of Islam] por Martin Kramer
10. ↑  Conrad, Lawrence I. (1990). «The Dervish’s Disciple: On the Personality and Intellectual Milieu of the Young Ignaz Goldziher». Journal of the Royal Asiatic Society of Great Britain and Ireland (2): 225-266. JSTOR 25210785. Consultado el 21 de diciembre de 2023.
11. ↑  Simon, Róbert (1986). Ignác Goldziher : his life and scholarship as reflected in his works and correspondence. Budapest: Library of the Hungarian Academy of Sciences. p. 61. ISBN 963-7301-57-7. OCLC 16161968.
12. ↑  Donner, 1998, p. 14–15.
13. ↑  Goldziher, Muslim Studies, pp. 1-274
14. ↑  Schacht, Joseph (1959) [1950]. The Origins of Muhammadan Jurisprudence. Oxford University Press. pp. 4-5.
15. ↑  Humphreys, R. S., Islamic History, A Framework for Inquiry, Princeton, 1991, p. 83
16. ↑  Hawting, «John Wansbrough, Islam, and Monotheism», 2000: p. 517
17. ↑  Brown, 2020, p. 41.
18. 1 2  Brown, 2020, p. 42.
19. ↑  Crone, Patricia (2002). Roman, Provincial and Islamic Law. Cambridge: Cambridge University Press. p. 3. ISBN 0-521-52949-2.
20. ↑  Brown, 2020, p. 42–44.
21. ↑  Alshehri, Mohammed Salem (2015). «Western Works and Views On Hadith: Beginnings, Nature, and Impact». Marmara Üniversitesi İlahiyat Fakültesi Dergisi 46 (46): 203. ISSN 1302-4973. doi:10.15370/muifd.41804. S2CID 29538660. Archivado desde el original el 30 de marzo de 2018. Consultado el 29 de marzo de 2018.
22. ↑  Said, 1978, p. 18.
23. ↑  Said, 1978, p. 209.